# 日本交通文化協会
公益財団法人日本交通文化協会（にほんこうつうぶんかきょうかい、英: JAPAN TRAFFIC CULTURE ASSOCIATION）は、東京都千代田区有楽町にある芸術・文化の振興を行う非営利団体。主として、パブリックアートの普及・振興事業、育英事業（「国際瀧冨士美術賞」および「瀧冨士基金」）、展覧会事業（「交通総合文化展」など）を展開。国からの助成金に頼らず、自らが所有する土地の賃借料などにより経営資金を賄うスタイル。1948年9月設立。2010年11月公益財団法人化。

## 主な活動

### パブリックアートの普及・振興
自治体等によるまちづくりに絡んだ活動とは一線を画し、駅や空港をはじめとする公共空間に、ステンドグラスや陶板レリーフ、彫刻などを設置する活動を独自に展開。作品毎に、アーティストと空間管理者、制作・施工業者、さらには協賛者を繋ぐプロデューサー的役割を担う。キャッチフレーズは「見る人に喜びと潤いを与えるとともに、人々の生活の中に当たり前のようにアートが存在する社会を作りたい」。

### 国際瀧冨士美術賞
「国際瀧冨士美術賞」を参照

### 瀧冨士基金
大学生・短大生向け育英制度。交通事業従事者の子弟を対象としていることと、学校での成績を重視した審査が行われるのが特徴。無利子での奨学金貸与に加え、特に優秀な学生には奨学金の給付も行われる。

### 交通総合文化展
1954年、駅での展覧会としてスタート。当時のキャッチフレーズは「交通界に文化の香りを」。当初は交通事業従事者による文化活動の成果を発表する場であったが、その後、一般に広く開放し、写真や俳句を公募し、入選作品を展示する形に改変。有力アーティスト（絵画および書など）たちによる作品展「溯瀧会」を併設。

## 沿革
- 1948年 - 交通界旬刊誌「交通研究」を主宰していたジャーナリストの瀧冨士太郎により、「交通又は観光に関し、調査、研究、発明、考案の助成育成その他諸般の文化向上発展を図ること」を目的として設立。会長に帝都高速度交通営団総裁の鈴木清秀が、理事に堀木鎌三・佐藤栄作・瀧清彦・大川博・三宮四郎が就任。瀧冨士太郎は専務理事に。
- 1953年 - 運輸、観光業界の功労者を対象とする「交通文化賞」（運輸大臣表彰）を提案、実施。
- 1954年 - 「交通文化賞」の創設を記念して第1回「交通人総合文化展（現 交通総合文化展）」を開催。
- 1968年 - 交通事業者従事員の子弟を対象とする育英事業（現 瀧冨士基金）を開始。
- 1972年 - 鉄道100年記念事業として、東京駅地下中央通路大階段正面に日本で初の公共ステンドグラス「天地創造」（福沢一郎作）を設置。
- 1980年 - 美大生を対象とする育英事業「瀧冨士美術賞（現 国際瀧冨士美術賞）」を開始。
- 1982年 - 公共空間の考察に向けた専門誌「パブリック・スペース」を創刊（～1994年）。
- 2000年 - 「パブリックアートの振興に関する提言」を運輸大臣（現 国土交通大臣）、文化庁長官、経団連会長、全国の主要美大学長に手交。
- 2003年 - パブリックアート振興を具現化するために我が国初の「日本の鉄道―パブリックアート大賞」を実施。
- 2007年 - 環境芸術推進活動のための広報誌「くれあーれにゅーす」を創刊。

## 歴代会長
- 鈴木清秀
- 吉松喬
- 荒木茂久二
- 片桐典徳
- 山田明吉
- 馬渡一眞
- 清水仁
- 松浦晃一郎